# Tymoteusz (Jowanowski)
Tymoteusz, imię świeckie Slawe Jowanowski (ur. 20 października 1951 w Mlado Nagoriczani, zm. 25 listopada 2024) – duchowny Macedońskiego Kościoła Prawosławnego, od 1995 metropolita debarski i kiczewski. Święcenia diakonatu przyjął 11 września 1981, a prezbiteratu dwa dni później.
Chirotonię biskupią otrzymał 20 września 1981. W latach 1981–1995 był metropolitą Australii.